# Tanlay
Tanlay ist eine französische Gemeinde mit 889 Einwohnern (Stand 1. Januar 2022) im Département Yonne in der Region Bourgogne-Franche-Comté; sie gehört zum Arrondissement Avallon und zum Kanton Tonnerrois.

## Geographie
Die Gemeinde liegt etwa 40 Kilometer östlich von Auxerre am Ufer des Flusses Armançon sowie des hier parallel verlaufenden Schifffahrtskanals Canal de Bourgogne. Sie umfasst neben dem Hauptort auch die größeren Ortschaften Commissey und Saint-Vinnemer.
Nachbargemeinden sind:
| Saint-Martin-sur-Armançon | Thorey                                      | Rugny, Baon |
| Tonnerre                  | Kompassrose, die auf Nachbargemeinden zeigt | Pimelles    |
|                           | Lézinnes                                    | Argentenay  |

## Verkehr

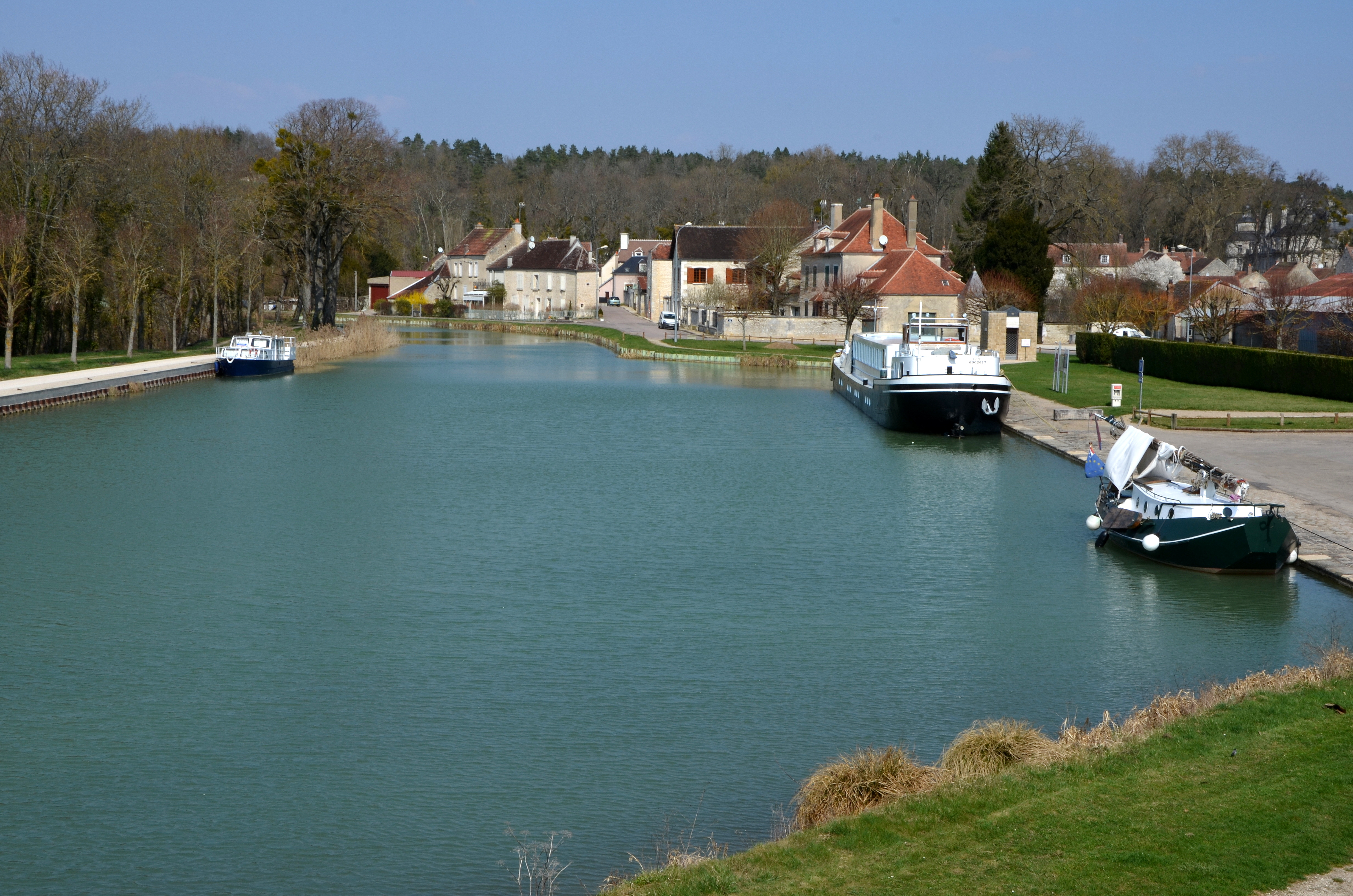
Freizeithafen in Tanlay

Die Gemeinde liegt an der Bahnstrecke Paris–Marseille und verfügt am Canal de Bourgogne über einen Freizeithafen.

## Sehenswürdigkeiten
Das Schloss Tanlay gehörte der Familie des Admirals Coligny, dann dem Mazarin nahestehenden Oberintendanten der Finanzen Michel Particelli d’Hémery, bevor es im 17. Jahrhundert in den Besitz der Familie Thévenin kam.
Die ehemalige Zisterzienserabtei Kloster Quincy, gegründet 1133, aufgehoben 1790, kann in den Sommermonaten besichtigt werden.